# Nuri al-Said
Nuri Pasha al-Said (1888 –  15 de julho de 1958) (em árabe: نوري السعيد) foi um político iraquiano durante o mandato britânico e durante o Reino do Iraque. Atuou em várias posições-chave no gabinete, e serviu sete mandatos como primeiro-ministro do Iraque.
Desde sua primeira nomeação como primeiro-ministro sob o mandato britânico em 1930, Nuri foi uma importante figura política no Iraque sob a monarquia. Durante seus muitos mandatos, esteve envolvido em algumas das decisões políticas fundamentais que moldaram o Estado iraquiano moderno. Em 1930, durante seu primeiro mandato, assinou o Tratado Anglo-Iraquiano, que, como um passo em direção a uma maior independência, a Grã-Bretanha concedeu o direito ilimitado de estação de suas forças armadas e trânsito de unidades militares através do Iraque. Igualmente deu legitimidade ao controle britânico da indústria petrolífera do país. Enquanto o tratado nominalmente reduziu envolvimento britânico em assuntos internos do Iraque, este foi apenas na medida em que o comportamento do Iraque não entrava em conflito com os interesses econômicos ou militares britânicos. Este acordo abriu o caminho para a independência nominal quando o mandato terminou em 1932. Ao longo de sua carreira Nuri foi um defensor de um papel britânico contínuo e extensivo dentro do Iraque. Estas políticas sempre foram assuntos de grande contenção.
Nuri foi uma figura controversa, com muitos inimigos, e teve que fugir de seu país em duas ocasiões distintas, ligadas a dois diferentes golpes. Até a derrubada da monarquia, em 1958, ele foi altamente impopular. Suas políticas, consideradas como pró-britânicas, foram consideradas como a maior responsável pelo mal progresso sócio-econômico do país. A pobreza e a injustiça social foram generalizadas, e Nuri tornou-se símbolo de um regime que não conseguiu resolver estas questões, escolhendo a repressão a fim de melhor proteger os interesses britânicos.
Em 15 de julho de 1958, um dia depois da revolução republicana, ele tentou fugir do país disfarçado de mulher, mas foi capturado e morto.

## Outras fontes
- Batatu, Hanna: The Old Social Classes and New Revolutionary Movements of Iraq, al-Saqi Books, London, 2000, ISBN 0-86356-520-4
- Gallman, Waldemar J.: Iraq under General Nuri: My Recollection of Nuri Al-Said, 1954-1958, Johns Hopkins University Press, Baltimore, 1964,  ISBN 0-8018-0210-5
- Lukutz, Liora: Iraq: The Search for National Identity, pp. 256-, Routledge Publishing, 1995, ISBN 0-7146-4128-6
- O'Sullivan, Christopher D. FDR and the End of Empire: The Origins of American Power in the Middle East. Palgrave Macmillan, 2012, ISBN  1137025247
- Simons, Geoff: Iraq: From Sumer to Saddam, Palgrave Macmillan, 2004 (3rd edition), ISBN 978-1-4039-1770-6
- Tripp, Charles: A History of Iraq, Cambridge University Press, 2002, ISBN 0-521-52900-X